# یانا کراسنیکووا
یانا کراسنیکووا (به انگلیسی: Yana Krasnikova) (زاده ۳۱ دسامبر ۱۹۹۹) مدل و ملکه زیبایی اوکراینی است.
او درسال ۲۰۱۹ دوشیزه شایسته اوکراین شد و نماینده اوکراین در دوشیزه جهان بود.